# 霍华德港
霍华德港（英語：Port Howard）是福克兰群岛西福克兰岛最大的定居点（除非将福克斯湾视为一个而非两个定居点）。它位于该岛东部，坐落在福克兰海峡的一个海湾上，地处玛丽亚山（属于霍恩比山脉）下坡地带。
霍华德港是一个面积达800平方公里（20万英亩）的绵羊牧场的中心，常住人口为22，牧场约有4万只羊。有时临时居民的到来会使当地人口翻倍。
该聚居地设有两条简易跑道，定期接收来自斯坦利的航班，同时也是新建东西向轮渡的西侧终点站。福克兰群岛政府已在东福克兰岛和西福克兰岛建设了一套全天候公路网，霍华德港位于西福克兰道路网的最北端。
每三年，霍华德港都会举办一次“西福克兰群岛运动会”。这项为期一周的庆典活动，旨在庆祝剪羊毛季节的结束，内容包括赛马和其他节庆活动。附近的瓦拉河和沙特尔河是受欢迎的钓鱼河流。